# Microdus sinensis
Microdus sinensis är en bladmossart som beskrevs av Theodor Carl Karl Julius Herzog 1925. Microdus sinensis ingår i släktet Microdus och familjen Dicranaceae. Inga underarter finns listade i Catalogue of Life.